# Герб Іллінців (Коломийський район)

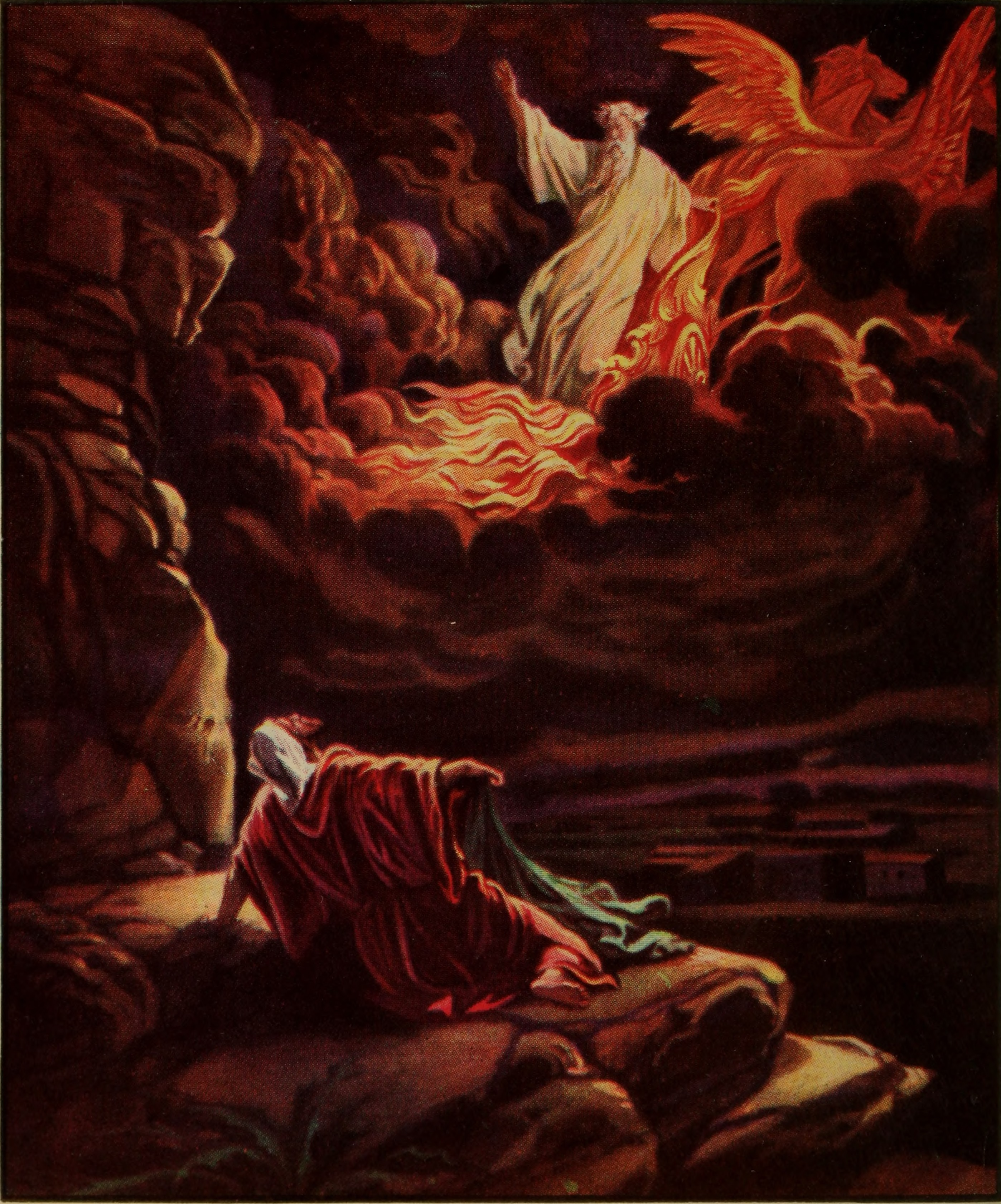
Святий Ілля на вогняній колісниці

Герб Іллінців — офіційний символ села Іллінці, Коломийського району Івано-Франківської області, затверджений 27 січня 2023 р. рішенням сесії Заболотівської селищної ради.
Автори — А. Гречило та В. Косован.

## Опис герба
Щит скошений праворуч, у верхньому золотому полі біжить червоний крилатий кінь, у нижньому зеленому — три срібні квітки черемші.

## Значення символів
Червоний крилатий кінь є символом пророка Іллі, якого вогненна колісниця з крилатими кіньми забрала на небо, а тут виступає як знак, що вказує на назву села. Квітки черемші (цибулі ведмежої — Allium ursinum) уособлюють ботанічний заказник Хомів, підкреслюють красу та багатство місцевої природи.